# ホッカイドウ競馬

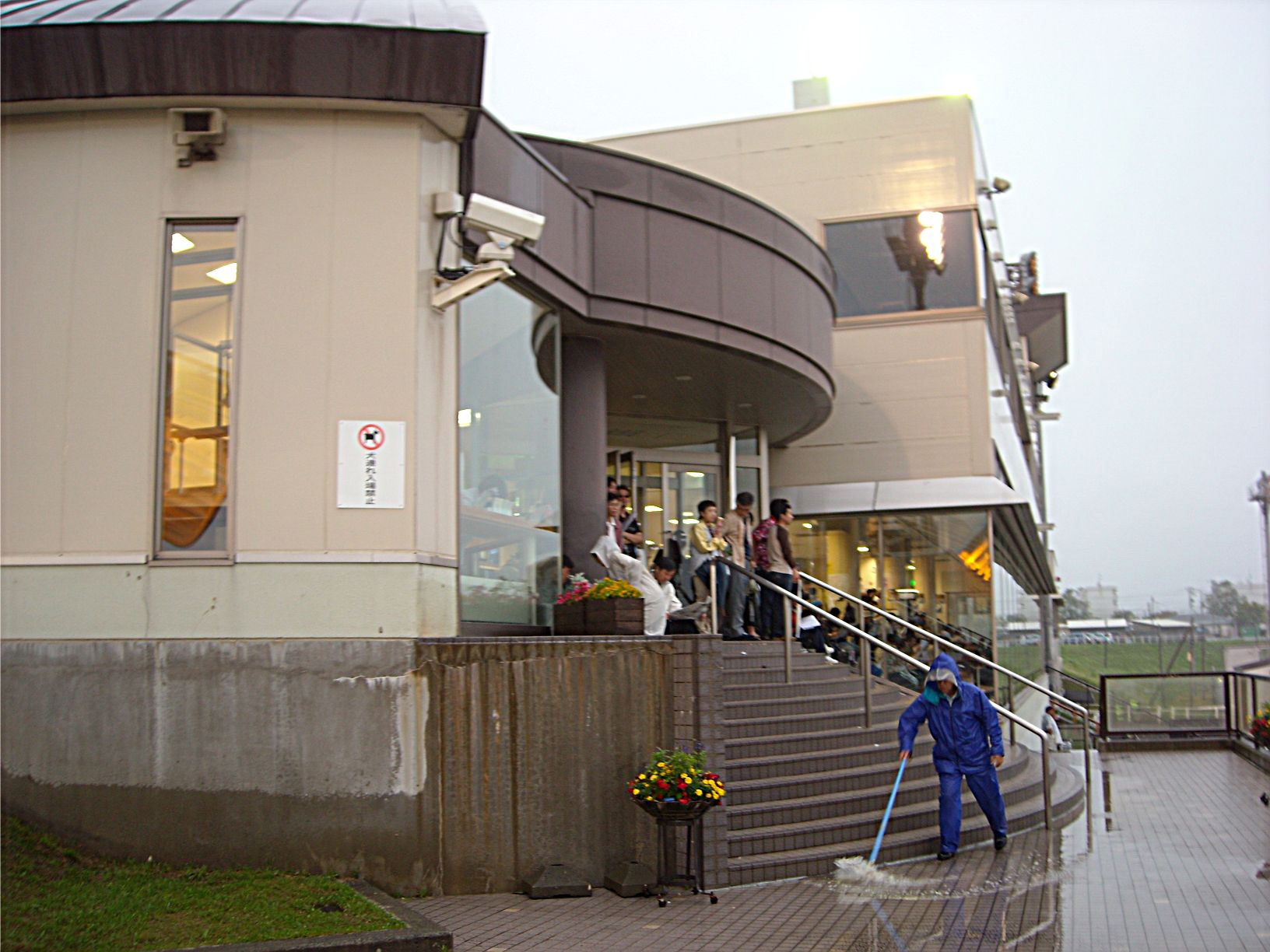
門別競馬場（在来スタンド）

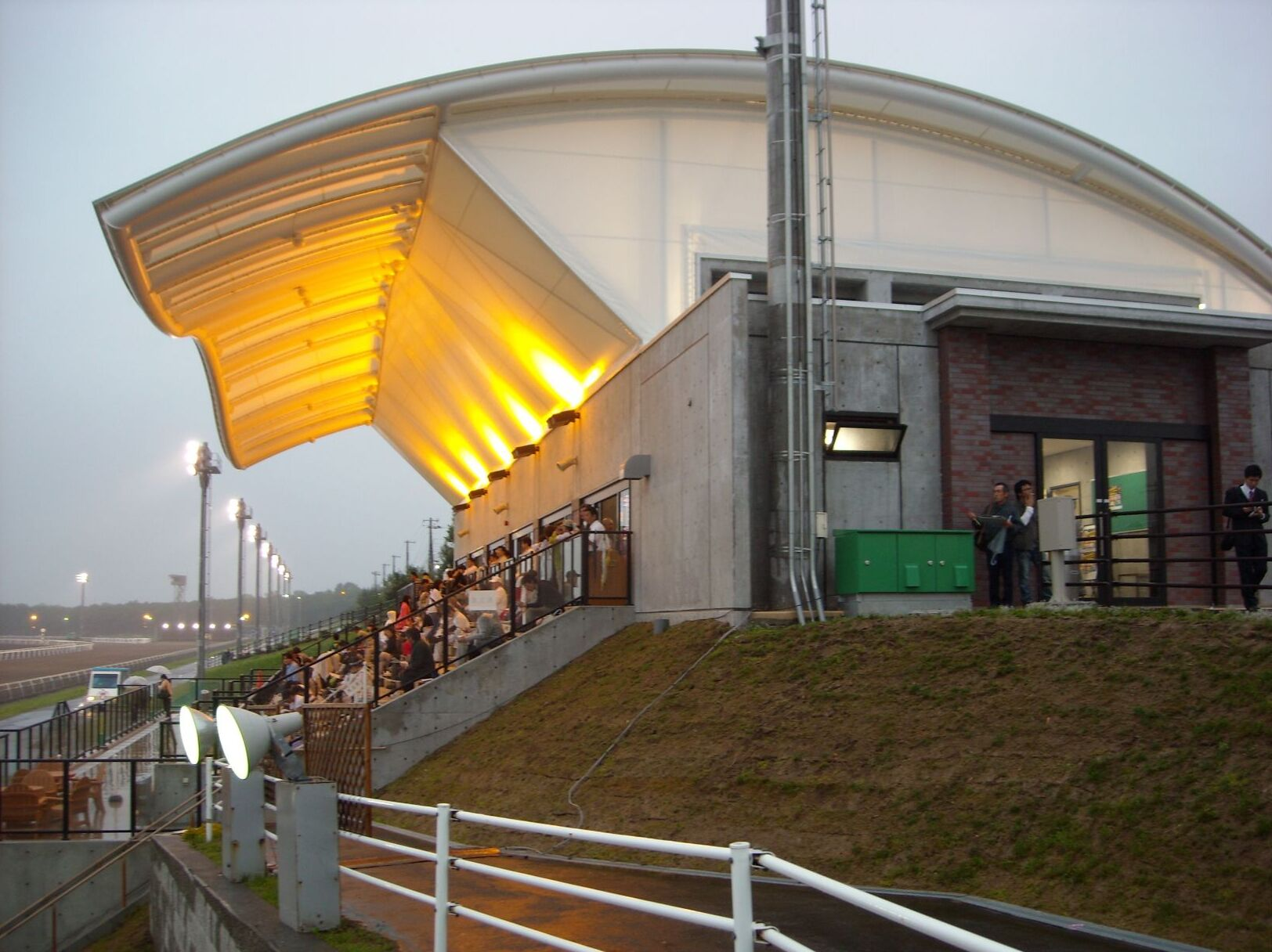
門別競馬場（ポラリススタンド）

ホッカイドウ競馬（ホッカイドウけいば）は、北海道が主催する地方競馬の名称である。
1986年までは道営競馬（どうえいけいば）の名称を用いていた。

## 主催者
主催者は北海道庁（担当部局は農政部）。開催実務は、2008年まで「北海道競馬事務所」が担当していたものの、2009年度より「一般社団法人北海道軽種馬振興公社」（HRA）が受託している。地方競馬の主催者が開催業務を公社に全面委託するのは全国初の試みとなった。
- 北海道軽種馬振興公社は「北海道営競馬協力会」を前身とし、従来は主に場内警備や馬券の発売業務などを受託していたが、2008年5月より日高振興局管内の地方公共団体や農業協同組合が新たに北海道軽種馬振興公社へ出資し、競馬法で定める「競馬実施共益法人」として業務の大半を受託することとなった。
- 札幌市に所在していた事務所も、2009年4月1日より沙流郡日高町に移転し、競走の編成や道外での場外発売実施計画も、公社が主体となって進める。
- 北海道競馬事務所は「農政部競馬事業室」に改組され、規模を大幅に縮小、主催者である北海道庁は、予算の策定や北海道議会への対応などに特化し、引き続き北海道庁農政部が業務を行う。

## 競馬場
過去に開催していた競馬場も含め競馬場施設はいずれも賃借しており、純然たる「自前」の競馬場は持っていない（ただし、門別競馬場は土地所有者が北海道軽種馬振興公社であることから、自前に近い状態ともいえる）。
- 門別競馬場：1997年から開催。2009年よりナイター競走（グランシャリオナイター）を開始。

### 開催休止・廃止競馬場（競馬場自体は残存）
- 帯広競馬場：道営競馬発祥の地。1948年から1984年、1987年から1997年まで開催。ホッカイドウ競馬が運営する場外発売は2011年度で終了。ばんえい競馬は引き続き開催しているが、平地走路は他用途に転用されている。
- 函館競馬場：1955年から1991年まで開催（開催権保持は1997年まで）。ホッカイドウ競馬が運営する場外発売は2008年中に終了。中央競馬は引き続き開催している。
- 札幌競馬場：1953年から2009年まで開催。開催権は保持しているが2010年より休止中。ホッカイドウ競馬が運営する場外発売も2009年で終了。中央競馬は引き続き開催している。

場外発売については「ホッカイドウ競馬が運営する場外発売所」節も参照。

### 開催休止・廃止競馬場（競馬場自体も休止・廃止）
- 小樽競馬場：1948年から1953年まで開催。1953年廃止。1周1300m、コース幅員は20 - 25mで、5000人が収容できる木造のスタンドがあった[3]。
- 室蘭競馬場：1948年から1953年まで開催。1955年廃止。
- 北見競馬場：1948年から1965年まで開催。移転後の2006年にばんえい競馬撤退・競馬場休止。
- 岩見沢競馬場：1949年から1997年まで開催。2006年にばんえい競馬撤退・競馬場休止。
- 旭川競馬場：1948年から2008年まで開催。1994年から2008年までナイター競走（旭川ナイトレース）を開催。2006年まではばんえい競馬も併催していた。

### 競馬場の集約
従前より札幌競馬場・函館競馬場・帯広競馬場・旭川競馬場・岩見沢競馬場の5箇所を巡回しながら開催していたが、道内不況の長期化やレジャーの多様化に加え中央競馬等との競合などの要因による売上の伸び悩みから赤字運営が深刻化したため、1997年限りで函館・岩見沢・帯広での開催を廃止し、代わって門別トレーニングセンターを改装した門別競馬場を新設、札幌・旭川を含めた3場での開催に集約した。
その後も開催競馬場の集約は進み、まず旭川競馬場での開催が2008年をもって終了し、2009年は札幌と門別の2場で開催。2010年度からは札幌競馬場での開催も休止され、全日程が門別競馬場での開催となった。ただし札幌競馬場の開催権は引き続き保持しており、収支の状況を見ながら札幌での開催を再開する可能性も残している。

## 歴史
- 1948年：道営競馬が発足[4]。9月23日、帯広競馬場にて初の競走が行われ、当日は全12競走が開催された。第1競走は繋駕速歩競走の新馬戦（距離3400m、1着賞金3000円）。8頭が出走し、優勝馬はハナイブキ号であった。この年は帯広、北見、旭川、小樽、室蘭の各競馬場で計25日開催され、全260競走が行われた。軽種馬（サラブレッド、アングロアラブなど）やアングロノルマンの不足のため、和種馬（ドサンコ）による繋駕速歩競走・平地競走も行われた。
- 1949年
  - この頃、競走馬不足のため出走馬が1頭のみの単走競走が幾度も行われた（単走競走の馬券は発売されない）。
  - 道営競馬によるばんえい競走を開始。
- 1950年
  - 速歩競走において女性騎手がデビュー。
  - この年から収支が赤字に転落（1955年まで）。
- 1951年：11頭の仔を産んだ27歳のアングロノルマン系牝馬・ジヨンキユ号が帯広競馬の速歩競走に出走[5]し、大差で優勝。
- 1953年
  - 小樽競馬場を廃止し、札幌競馬場での開催が始まる。
  - 北見市・岩見沢市・帯広市・旭川市の4市による「市営競馬」が発足（4市による運営体制は2006年度まで）。
- 1955年：室蘭競馬場を廃止し、函館競馬場での開催を開始。
- 1956年：1949年以来の黒字決算。
- 1958年：アングロノルマン系馬による競走を廃止。
- 1961年：日本初の女性調教師が誕生。
- 1962年：市営競馬による平地競走が廃止され、市営競馬はばんえい競走のみを開催するようになった。
- 1966年
  - 道営競馬によるばんえい競走が廃止。
  - この年の冬、大規模な八百長事件が摘発された。
- 1970年
  - 速歩競走が廃止。これにより道営競馬は平地競走のみ、市営競馬はばんえい競走のみを開催する二分制が確立され、現在に至る。
  - この年限りで連勝単式馬券が廃止。
  - 八百長事件に関わっていたとして、道議会の現職議員が逮捕される。
- 1971年：1人1レースあたり5000円を超える馬券の購入を禁止する規則が施行されたが、数年で有名無実化し、1977年に廃止された。
- 1973年：北海道競馬事務所を設置[4]。
- 1977年：12月16日、この年のリーディングジョッキーであった千島武司が調教中の馬に蹴られる事故が発生。千島は脳挫傷のため25歳で死去。
- 1982年：全道の厩舎を集約し、門別トレーニングセンターが開所[4]。
- 1985年
  - 電話投票を開始[4]。
  - 帯広競馬場での開催を休止。
- 1986年：この年をもって土日の開催から撤退。
- 1987年
  - 「ホッカイドウ競馬」へ名称変更[4][6]。
  - 帯広競馬場での開催を再開。
  - 初の場外発売所として、旭川レーシングセンターが開設[4]。
- 1991年 ：史上最高の売上（約454億円）を記録[4]（この記録は2020年に更新された[7]）。
- 1992年
  - 「JRA認定競走」開始。
  - この年から収支が再び赤字に転落。
- 1993年：北海道の一般会計からの借り入れが始まる。
- 1997年
  - 門別トレーニングセンターを改装した門別競馬場が新設され、門別開催が始まる。
  - この年限りで岩見沢・帯広での開催を廃止（形式上は休止）。
- 1998年
  - 馬番連勝複式馬券を導入。
  - 10歳定年制を廃止。
  - 年齢制限の撤廃など、転入条件を緩和。
  - 中央競馬や他地区所属の外国産馬に、交流競走への出走を認める。
- 1999年：函館3歳ステークスをエンゼルカロが制し、ホッカイドウ競馬史上初のJRA重賞勝利を達成[8]
- 2000年：「スタリオンシリーズ競走」開始。
- 2001年
  - 道庁競馬管理室を廃止し北海道軽種馬振興公社へ一元化するなど、組織をスリム化[4]。
  - 初のミニ場外発売所「Aiba静内」を開設[4]。
  - 地方競馬在宅投票システム「D-net」に加入[4]。
  - 産地初の試みとして「セリングレース」を開催[4]。
- 2003年
  - 馬番連勝単式・3連複・3連単馬券を導入[4]。
  - 日本初の認定厩舎（外厩）制度が開始[4]。
- 2006年
  - 8月1日：SPAT4（南関東地方競馬電話投票）での全レース発売開始[4]。
  - 8月8日：マルチ投票・フォーメーション投票を開始。
- 2007年：中央競馬からの転厩馬1頭から馬インフルエンザの陽性反応が出たため、8月21日から8月23日までの開催が中止。
- 2008年
  - 9月28日：佐々木一夫調教師が病気を苦に自殺。
  - 10月16日：この日をもって旭川競馬場での開催を廃止。
- 2009年
  - 4月1日：競馬の運営に係る実務を北海道軽種馬振興公社（HRA）に全面委託、北海道競馬事務所は農政部競馬事業室へ改組[4]。
  - 4月27日：門別競馬場のスタンド増設・ナイター照明設備新設工事が竣工。
  - 5月14日：この日をもって札幌競馬場での開催を休止。
- 2010年
  - 1月15日：門別競馬場の本馬場内側にある500m走路（追馬場）をウッドチップコースへ改修する工事が竣工。入厩している2歳馬を中心に運用が始まった。
  - 5月4日：門別競馬場でコスモバルク号の引退式が行われ、同競馬場の入場者数が2,867人の新記録を樹立した[9]。
- 2011年7月14日：重賞赤レンガ記念においてホッカイドウ競馬史上最高配当となる514万9450円（的中3票）が発生する[10]。
- 2012年4月11日：競馬場裏手の厩舎地区裏に新設された屋内坂路コースの竣工式が行われる。全長900m、最大勾配3.5%は地方競馬の施設としては最大クラス。
- 2014年
  - 6月5日：道競馬事業室より2013年度開催の最終単年度収支が発表され、1億7753万1000円の黒字となり、22年ぶりに単年度黒字を計上[11]。
  - 8月19日：インターネット投票システムSPAT4にて「トリプル馬単」の発売を開始。
  - 9月16日：トリプル馬単でホッカイドウ競馬史上最高配当となる919万8045円(的中5口、1名、50円あたりの配当)が発生。
- 2018年
  - 9月6日に発生した北海道胆振東部地震により、門別競馬場のスタンドの窓・モニターや映像機材が破損したほか、電気・水道が寸断する被害があった[12]。一時は、所属している約800頭の飲み水・馬体を洗う洗浄用水をろ過されていない地下水にせざるを得ない状況に陥った[13]。
  - 地震の影響により、9月6日・11 - 13日・18 - 20日の開催が中止となった[14][15][16]。その後、施設の安全確認・ライフラインの復旧に一定のめどがついたことから、9月25日 - 27日より昼間開催で行われた[17][18]（ホッカイドウ競馬の昼間開催は2009年の札幌開催以来）。また、第16回として11月13日 - 15日の3日間を追加開催する[18]。
  - 11月1日：第11レースのダートグレード競走・北海道2歳優駿（JpnIII）にて、確定結果の1着馬ウィンターフェル号（1番人気）と2着馬イグナシオドーロ号（6番人気）の着順が、判定写真の再確認で1着・2着の順序が逆であることが判明したと翌11月2日に発表された。誤った着順に基づいて既に行われた払い戻しは有効で、正しい着順に対する追加払戻金の支払方法は今後検討される。1着・2着の着順を誤審したのは、中央競馬も含めた日本競馬史上これが初めてである[19][20]。なお、競走成績については2019年2月28日付で正しい着順で取り扱う[21]。
- 2020年
  - 11月3日：前年までの北海道2歳優駿を終了・発展させたダートグレード競走・JBC2歳優駿（JpnIII）が門別競馬場にて初開催。レース単体の売上が約9億7500万円となり、ホッカイドウ競馬におけるレコードを記録した[22]。
  - 11月5日：2020年の全日程が終了し、1991年以来29年ぶりに年間売上レコードを更新した（520億4480万6060円）。なお、1991年は全103日間開催であり、本年はわずか全82日間開催での記録更新であった。またこの年は全国的な新型コロナウィルス蔓延により、開幕当初から無観客開催を続けていたが、最終の11月3-5日（JBC2歳優駿他開催節）に関しては、事前申し込み制（多数時抽選）による制限付き有観客開催で行われた[7]。
- 2021年
  - この年の第1回・第2回開催、および以下に示す重賞競走開催日については、事前申し込み制の制限付き有観客開催とする（それ以外は場内の入場者の滞留人数による制限はあるが自由入場可能　上限はいずれのパターンとも500名。事前申し込み制の場合は原則ペア250組とするが、1人でも入場可能）[23]。
    - 5月27日（北海道スプリントカップ実施日）
    - 8月12日（ブリーダーズゴールドカップ実施日）
    - 10月14日（エーデルワイス賞実施日）
    - 11月3日（JBC2歳優駿実施日）
    - 11月4日（道営記念、道営スプリント実施日）

  - 5月15日 - 日本政府による北海道に対する緊急事態宣言の発令に伴い、5月16日-5月31日の門別競馬場本場は無観客開催とすることを決定した。これに伴い上述の5月27日の「北海道スプリントカップ」の事前申し込みの受付を同日をもって締め切りとし、それまでの応募メールの受付はすべて無効（当選該当者なし）となった[24]

## 競走

### 特徴
ホッカイドウ競馬の競走編成の特徴として、2歳馬戦に力を入れていることが挙げられる。
- 日本最大の馬産地を抱える北海道で競馬を行っていることから、毎年4月の開幕日から全国のトップを切って2歳新馬戦をはじめとした2歳馬による競走が行われている[注 1]。また、新種牡馬の産駒を他地区の地方競馬や中央競馬に先駆けて見られるという観点でも注目される[25]。
- シーズンを通じて2歳馬戦の割合が高い。2014年の当初計画ベースにおいては、年間で2歳馬戦が1日あたり平均4.3レース（2歳馬戦345レース/開催日80日）組まれる[26]。また2歳馬限定の重賞競走も多く、2014年は牝馬限定5レースを含む11レースを施行する。
- ホッカイドウ競馬でデビューしたのちに、日本中央競馬会（JRA）や他地区の地方競馬に移籍する馬が半数以上おり[27]、ホッカイドウ競馬で実績を挙げた馬が移籍後にも重賞を勝利するなど実績を挙げる馬も数多くいる[28]。東京2歳優駿牝馬（大井競馬場）ではホッカイドウ競馬から移籍した馬が2007年から2012年まで6年連続優勝している[29]ほか、2013年にはハッピースプリントがホッカイドウ競馬所属でJpnI競走（全日本2歳優駿）を優勝しその後に大井に移籍した。「うまレター×ホッカイドウ競馬」や公式サイトでは、ホッカイドウ競馬でデビュー後に他地区へ移籍していった馬の近況なども紹介している。
- JRAでは各地で2歳馬による特別指定交流競走が行われており、このうち例年6月から9月にかけて函館競馬場や札幌競馬場で行われる競走では、ホッカイドウ競馬所属馬がJRA所属馬を破る例が見られる。ホッカイドウ競馬所属の2歳馬は既に4月から数多くの競走を経験しており、この時点で概ね1戦-3戦と競走経験の浅いJRA所属馬に比べ競走馬としての完成度が高く、ホッカイドウ競馬所属馬が人気を集める競走も多い。

また牝馬戦を充実させる方向性も明確化され、その一つとしてブリーダーズゴールドカップが2014年から牝馬限定戦に変更された。競走馬の流通では牡馬が先に売れてゆき、牝馬が残りがちになるため、ホッカイドウ競馬の在籍馬に牝馬が多い（2歳馬では6割が牝馬）。牝馬戦の充実はこういった事情を活かし、馬産地に立脚した競馬を目指していくものとしている。また、牝馬限定の重賞競走も2013年にブロッサムカップ（2歳牝馬）、2014年にフルールカップ（2歳牝馬）、2015年にヒダカソウカップ（3歳以上牝馬）が新設された。
古くから騎手交流が盛んであり、1980年代には海外から女性騎手を招待し、騎乗させるなど積極的な騎手交流が行われた。現在も他地区の騎手が期間限定騎乗したり、廃止された競馬場から騎手を積極的に受け入れており、中津競馬場から移籍してきた服部茂史はリーディングジョッキーのタイトルも獲得している。
上述の函館競馬場や札幌競馬場で行われるJRAの競走では、騎手もスポット騎乗を行っており、ホッカイドウ競馬よりも高い中央競馬の賞金や手当は貴重な収入源となっている。
市場で買い手がつかなかった馬を生産牧場が法人馬主として所有したり、関係者の名義で所有するケースが多いことから、他地区の地方競馬に比べオーナーブリーダーの比率が高い。これは市場などで売れ残った馬の一部を生産者が自ら保有し、ホッカイドウ競馬で育成し競わせることで力をつけさせて売却を目指す側面も併せ持ち、北海道軽種馬振興公社専務理事の井村勝昭は『ホッカイドウ競馬は馬産地にとってのセーフティネット（救済策）』と位置づけている。
公式の競走成績表では従来走破タイムのみ掲載していたが、2005年8月16日から上がり3ハロンタイムを、同年8月18日から上がり4ハロンタイムを掲載するようになった。

### 重賞競走
以前は開催日程に左右され、年毎に開催地や距離がたびたび変更される競走も多かったが、2010年度以降は門別単独開催となったため、全ての競走を門別競馬場で施行している。
前述の通り、2歳馬による重賞競走も多い。
2002年からホッカイドウ競馬独自のグレード制（H1・H2・H3）を採用した。ただしダートグレード競走には独自グレードを格付けせず、統一格付けのみ表記している。
2024年度の重賞競走は以下の通り。★はダートグレード競走（中央競馬や他地区の地方競馬所属馬も出走可能）、○は地方競馬全国交流競走（他地区の地方競馬所属馬も出走可能）を表す。

#### 2歳
ダートグレード競走及び北海道2歳スプリントを除き、すべてJRA認定競走。
- ★JBC2歳優駿（JpnIII） - 2020年より新設。未来優駿対象競走。JBCは開催競馬場は持ち回りだが北海道2歳優駿を引き継いで発展させたレースの為毎年門別競馬場で行われる。[35][36]
- ★エーデルワイス賞（JpnIII） - 牝馬限定、GRANDAME-JAPAN（2歳シーズン）対象競走
- 北海道2歳スプリント ‐ 2025年よりJBC当日に実施
- ブリーダーズゴールドジュニアカップ（H2）
- 栄冠賞（H2）
- ○サンライズカップ（H1）
- サッポロクラシックカップ（H3） - 2014年重賞格上げ
- リリーカップ（H3）牝馬限定
- フローラルカップ（H3）- 牝馬限定
- ○ブロッサムカップ（H2） - 牝馬限定、2020年まではH3だった
- フルールカップ（H3） - 牝馬限定、2014年新設
- ネクストスター門別（H1[37]）- 2023年創設、未来優駿対象競走

#### 3歳
- ★北海道スプリントカップ（JpnIII） - 2023年までは3歳以上の重賞競走であった。

三冠競走
- ○北海優駿（H1）
- ○王冠賞（H2）
- ○北斗盃（H2）

2025年現在、トヨクラダイオー（1981年）・モミジイレブン（1999年）・ミヤマエンデバー（2001年）・クラキンコ（2010年）・リンゾウチャネル（2019年）・ラッキードリーム（2021年）・ベルピット（2023年）・ソルジャーフィルド（2025年）の8頭が三冠を達成している。
- ○星雲賞（H3）
- ネクストスター北日本（H1） - 2024年新設（水沢との持ち回り）
- フロイラインスプリント（H3） - 2024年新設
- フロイラインカップ（H3） - 2010年をもって一旦廃止されるも、2024年に復活[38]

#### 3歳以上
- ★ブリーダーズゴールドカップ（JpnIII） - 2014年より牝馬限定、GRANDAME-JAPAN（古馬シーズン）対象競走
- 道営記念（H1）ファン投票のグランプリ
- ○ノースクイーンカップ（H2） - 牝馬限定、GRANDAME-JAPAN（古馬シーズン）対象競走
- 道営スプリント（H1）道営記念の短距離版として2020年(H1)に格上げ
- ○瑞穂賞（H2）
- コスモバルク記念（H2）
- ○ヒダカソウカップ（H3） - 牝馬限定、2015年新設
- ○赤レンガ記念（H2） - 2020年まではH3だった
- グランシャリオ門別スプリント（H2） - 2015年重賞格上げ
- ○エトワール賞（H3）
- ○旭岳賞（H2） - 2015年新設（ただし2000年まで同名の競走あり）
- ○ウポポイオータムスプリント（H2） - 2020年にH3として新設
- ポラリスサマースプリント（H3） - 2024年新設
- グランシャリオクイーンズ（H3） - 2024年新設

#### 廃止
サラ系・アラ系とも、廃止年が早かった順に記載している。格付けは廃止当時のもの。
サラ系
- 道新杯 - 1973年をもって廃止
- 大平原賞 - 1984年をもって廃止
- 若駒賞 - 1985年をもって廃止
- 青雲賞 - 1985年をもって廃止
- シルバーカップ - 1985年をもって廃止
- ひまわり賞 - 1996年をもって廃止
- ジュニアカップ - 1996年をもって廃止
- 金杯 - 1996年をもって廃止
- クイーンカップ - 1996年をもって廃止
- ヤングチャレンジカップ - 2000年をもって廃止
- ★グランシャリオカップ（GIII） - 2003年をもって廃止
- マドモアゼルカップ（H3） - 2003年をもって廃止
- 春霞賞（H3） - 2006年をもって廃止
- ○華月賞（H3） - 2010年をもって廃止
- ○ステイヤーズカップ（H1） - 2014年まで開催、2015年は開催せず
- ★北海道2歳優駿（JpnIII） - 2019年まで開催。2020年よりJBC2歳優駿（上述）へ移行
- イノセントカップ（H3）- 2023年まで開催。

アラブ系
- 旭川記念 - 1985年をもって廃止
- 岩見沢記念 - 1985年をもって廃止
- 帯広記念 - 1985年をもって廃止
- エルム賞 - 1985年をもって廃止
- はまなす賞 - 1994年をもって廃止
- フラワーカップ - 1994年をもって廃止
- 銀杯 - 1996年をもって廃止
- 帝冠賞 - 1996年をもって廃止
- アラブ3歳争覇 - 1996年をもって廃止
- 北海盃 - 1998年をもって廃止
- ゴールドトロフィー - 1998年をもって廃止
- アラブ優駿 - 1998年をもって廃止
- 黄菊賞 - 2000年をもって廃止
- ジュニアチャンピオン - 2003年をもって廃止
- アラブ王冠 - 2003年をもって廃止
- 鳳凰賞 - 2003年をもって廃止

### JRA認定競走
以下の競走が行われており、いずれも勝馬が認定馬となる。
2012年度より、2歳重賞競走（ダートグレード競走を除く）の優勝馬もすべて認定馬となる。
2014年度は、全国の地方競馬で最多となる118競走（新馬・未勝利・上級認定競走・重賞の合計）を施行。新馬・未勝利戦でJRA認定競走を行っているのは、2012年以降ホッカイドウ競馬のみとなっている。

#### スーパーフレッシュチャレンジ・フレッシュチャレンジ
- 競走条件：2歳新馬
- 1着賞金：スーパーフレッシュチャレンジ500万円、フレッシュチャレンジ300～250万円（2025年度）
  - 2着以下の馬は、次走アタックチャレンジ・平場未勝利戦へ向かう。
  - 以前は同一開催であればフレッシュチャレンジの2走目であるルーキーチャレンジに出走できたが、ルーキーチャレンジは廃止されたので現在はできなくなっている。
  - 2009年以降は一部の競走[注 2]で1着賞金を増額し、「スーパーフレッシュチャレンジ」の名称で施行。
  - 2014年度は56競走（うちスーパーフレッシュチャレンジ2競走、牝馬限定10競走）を施行[26]。
- 上記２競走については騎手服以外に馬主服（登録あるものに限る）の着用も認められている[72]。

#### アタックチャレンジ
- 競走条件：2歳、認定競走未勝利馬（収得賞金のある馬のみ）
- 1着賞金：100万円
  - 2着以下の馬は、次走アタックチャレンジ・平場未勝利戦へ向かう。
  - 2014年度は35競走（うち牝馬限定3競走）を施行[26]。

#### 上級認定競走（ウィナーズチャレンジ・ターフチャレンジ）
- 競走条件：2歳オープン
- 1着賞金：220万円
  - 2014年度は14競走を施行[26]。

#### JRA2歳特別指定交流競走への道
ホッカイドウ競馬で施行される以下の競走をステップとして、JRAで施行される特別指定交流競走へ出走が可能になる（出走要件・競走施行日は2024年のもの）。
- 函館2歳ステークス（7月13日、函館競馬場、GIII、芝1200m） - 以下の競走の1着馬に、地方枠として出走資格が与えられる。
  - ウィナーズチャレンジ1（6月7日、ダート1200m）
  - ウィナーズチャレンジ2（6月27日、ダート1700m）
  - 栄冠賞（6月19日、H2、ダート1200m）
- コスモス賞（8月10日、札幌競馬場、芝1800m） - 地方枠（北海道4頭、他地区2頭[注 3]）が設けられ、以下の競走での上位入着馬を中心に推薦される。
  - ターフチャレンジI（7月24日、ダート1700m）
- クローバー賞（8月18日、札幌競馬場、芝1500m） - 地方枠（北海道4頭、他地区2頭[注 3]）が設けられ、以下の競走での上位入着馬を中心に推薦される。
  - ブリーダーズゴールドジュニアカップ（8月22日、H1、ダート1700m）
- 札幌2歳ステークス（8月31日、札幌競馬場、GIII、芝1800m） - 以下の競走で2着以内となった馬に、地方枠として出走資格が与えられる。
  - 函館2歳ステークス
  - コスモス賞
  - クローバー賞
- シンガポールターフクラブ賞（（前:すずらん賞）9月1日、札幌競馬場、芝1200m） - 地方枠（北海道4頭、他地区2頭[注 3]）が設けられ、以下の競走での上位入着馬を中心に推薦される。
  - ターフチャレンジII（8月14日、ダート1200m）
- 阪神ジュベナイルフィリーズ（GI）・朝日杯フューチュリティステークス（GI）・ホープフルステークス（GI） - 以下の競走の1着馬に、出走資格が与えられる。
  - 函館2歳ステークス
  - 札幌2歳ステークス

### その他の競走

#### スタリオンシリーズ競走
優勝馬の馬主または生産牧場に対し、副賞として「特定種牡馬への次年度の種付権」を与える競走。当初はホッカイドウ競馬のみで行われていたが、その後岩手（盛岡・水沢）、東海・北陸地区（名古屋・笠松・金沢）、兵庫（園田・姫路）の「HITスタリオンシリーズ」、高知・佐賀の「高知・佐賀スタリオンシリーズ」も実施されている。
ホッカイドウ競馬の馬主には生産牧場の関係者が多いことから、時には賞金よりも価値が高くなる場合もある。種付権が不要な場合は換金することも可能。また新規供用開始された種牡馬も一部含まれており、注目度は高い。
名称は、対象となる競走が特別競走の場合は「（種牡馬名）賞」となり、重賞競走の場合は「第54回道営記念〔H1〕（ゼンノロブロイ賞）」のように種牡馬名がサブタイトルとなる。
シリーズのうち、新規供用開始種牡馬の種付権が付与される競走（2021年）は以下のとおり。
- 2歳
  - 栄冠賞（モズアスコット賞） - 6月24日
- 3歳
  - 北斗盃（フィエールマン賞） - 5月13日
  - 北海優駿（ルヴァンスレーヴ賞） - 6月17日
- 3歳以上
  - グランシャリオ門別スプリント（タワーオブロンドン賞） - 6月29日
  - 星雲賞（ノーブルミッション賞） - 7月13日
  - フォーウィールドライブ賞
  - ミスターメロディ賞
  - ウインブライト賞
  - ハッピースプリント賞
  - ゴールドドリーム賞

##### スタリオン・プレミアムシリーズ
種牡馬の名称を冠して賞金を贈呈する競走。ただしスタリオンシリーズ競走のような種付権などの副賞はない。2007年度に、JBC協会より寄贈された特定種牡馬の種付料を元に賞金とし、その種牡馬名を冠した特別競走を実施したのが始まりである。
2021年は以下の17競走を施行。ただし「ドゥラメンテ・プレミアム」（9月8日施行）については、同馬が8月31日に死亡したことを受け、その功績を称えるため「ドゥラメンテ・メモリアル」の名称に変更して施行された。
- ナダル・プレミアム
- アドマイヤマーズ・プレミアム
- シスキン・プレミアム
- キズナ・プレミアム
- キタサンブラック・プレミアム
- ルーラーシップ・プレミアム
- ハービンジャー・プレミアム
- サトノダイヤモンド・プレミアム
- エピファネイア・プレミアム

- モーリス・プレミアム
- ロードカナロア・プレミアム
- ドゥラメンテ・プレミアム
- スワーヴリチャード・プレミアム
- レイデオロ・プレミアム
- サートゥルナーリア・プレミアム
- ドレフォン・プレミアム
- オルフェーヴル・プレミアム

#### 騎手招待競走
- ヤングジョッキーズシリーズ（2017年 - 、トライアルラウンドを開催）

## 年間表彰制度
- 北海道競馬記者クラブ賞
  - 年度代表馬（2021年度まで道新スポーツ賞[注 5]）
  - 最多収得賞金騎手（2021年度まで）
  - 最多収得賞金調教師（2021年度まで）
- 報知新聞社北海道支社（スポーツ報知）賞・リーディングトレーナー
- 北海道日刊スポーツ新聞社賞・リーディングジョッキー
- スポーツニッポン新聞北海道支社賞・特別賞
- 北海道地方競馬優秀調教師賞
- 北海道地方競馬優秀騎手賞
- 北海道地方競馬優秀新人騎手賞
- 北海道地方競馬優良厩務員賞
- 北海道地方競馬レコード賞

## 日程
平日（土日ではない祝日を含む）のみの開催となっている。原則として火曜から木曜・もしくは水曜と木曜（頭数が揃いにくい開幕直後など）の週2-3日開催。2011年からは祝日に限り、金曜日に開催を行う場合がある。以前は月曜開催もあったものの2001年以降は廃止している。
1986年までの開催日程は原則土・日を含めた3-6日開催であり、競馬場によって開催する曜日も異なっていた。1984年まではギャンブルホリデーであった火曜以外の曜日で土日中心に編成された。札幌競馬場では当時の中央競馬開催終了後に8月から10月の開催が定着していた。中央競馬の札幌開催が行われる6月から7月は札幌圏の売上が期待できないため、平日中心の開催であった。
1980年代半ばまでは集計の都合上、北海道地区における中央競馬の場外発売では投票締切が発走予定時刻の30分以上前であった。その後中央競馬が北海道地区での場外発売網を充実させ、集計がコンピューター化されたことで締切時間のタイムラグが無くなった事などから、土日の開催を終了した。
2014年は4月23日から11月13日まで15回・80日間開催。門別競馬場で全日程ナイター開催（グランシャリオナイター）。
他地区の地方競馬と異なり長期休催期間があるため、一部の騎手は冬季に南関東など他地区で騎乗する事があるほか、中央競馬で騎乗する例もある。馬も一時的に他地区に移籍する事もある。調教師や厩務員は管理馬の世話はもちろんの事、早々に入厩する2歳馬の馴致やトレーニング、調教、能力検査といった多数の作業があり、冬期休催中であっても仕事は多い。

## 運営改革と存続への取り組み
2002年頃からは売上増加や新規ファン獲得のため、以下の独自施策を展開している。
- 「サポーターズクラブ」（ホッカイドウ競馬所属馬などを対象とした仮想馬主制度。ペーパーオーナーゲームと同様）。
- 3連複・3連単など新賭式馬券の発売、トータリゼータシステムの統一化。
- ミニ場外発売所「Aiba」を道内各地へ拡充。都心部や幹線道路沿いの空き物件を活用したミニ場外システムは全国の場外発売所にも影響を与えた。
  - 通常、ホッカイドウ競馬は全日程ナイター開催で火曜から木曜、ばんえい競馬は昼間開催・ナイター開催ともに土曜から月曜に開催するローテーションが組まれており、一部を除いて両者の開催日程が重なることがないため、道内では多くの場外発売所で両者の相互場外発売が行われている。詳細は「場外発売所」節を参照。
- 全国初の「認定厩舎」（「外厩」とも呼ばれる。外部民間牧場への馬房提供の認定制度）の実施。コスモバルクがこの制度の適用第1号となった。
- 札幌・苫小牧から門別競馬場への長距離無料送迎バス（予約制）を運行。道内各地からの観戦バスツアー企画を立案。
- 予想の参考としてパドックの解説、2歳戦の能力検査のVTR、レースの総括や次開催の展望を放送。特にパドック解説は道営が発祥であり、他地区の地方競馬にも大きな影響を与えている。
- 地元（旭川）有志、地元中高生の吹奏楽部による生ファンファーレ演奏。
- 大井・川崎と協力し、ナイター開催における後半3レースの相互場外発売「スクランブルナイト」を実施。
- 古谷剛彦による道内各Aibaでの出張解説会を実施。南関東など他地区の状況・クラス分け、コースや騎手の特性などを交えて解説する。
- インターネットを利用したストリーミング放送 (Net Aiba) も、地方競馬としては早い時期に導入している。
- 首都圏のスポーツ新聞に2-3レースの簡易馬柱を掲載し、首都圏の場外発売や電話、インターネット投票のユーザーに情報を提供。
- 競馬ブックのウェブサイトにメイン競走の馬柱を全日程で無料提供。
- JRA交流競走を除くメイン競走を最終競走に編成。

2001年からの経営再建5カ年計画が順調に進んだことを受けて、2005年11月、北海道知事・高橋はるみは「2006年度以後も、当面向こう3年間を目途に競馬開催を続行する」ことを正式に発表した。ただし、この時点で北海道は「2005年度の赤字額を半分程度に減らすこと」「単年度収支を均衡させるための見通しをつけること」を存続の条件としており、この条件を満たせない場合は3年の期限を待たずに廃止することも視野に入れるとしていた。
その後北海道は2008年3月に「北海道競馬改革ビジョン」を策定し、更なる運営改善と収支均衡を目指した施策を実行に移す一方で、この見通しが破綻した場合は競馬事業を廃止する方針も打ち出している。
「北海道競馬改革ビジョン」では、以下のような施策もあわせて打ち出している。
- 門別競馬場の命名権（ネーミングライツ）販売、場内での広告掲示による収入源の確保
- 2歳戦に「勝ち上がり制」を導入、中央競馬と同様に登録料を原資とした「ステークス競走」の実施
- 交流競走・賞金の見直し
- 東海・兵庫地区との提携強化

ミニ場外発売所「Aiba」を道内各地へさらに拡大する一方、運営効率で劣る既存の場外発売所を閉鎖し、新たにミニ場外を設置するなどスクラップアンドビルドの方針が鮮明になった。また首都圏など道外では南関東地区の電話投票システム「SPAT4」や「楽天競馬」での発売を足がかりに更なる販路拡大を目指している。
2010年10月6日には高橋知事が北海道議会において「単年度の収支均衡が期待でき、その後も地方競馬の共同馬券発売システムの運用開始などで収益の向上が期待できる」などと発言し、2011年度以降も競馬開催を存続する方針を表明し、最低5年程度の中長期的な「ビジョン」を立て（2011年3月策定）議論などを進めていくとしている。この結果、2011年以降は3年連続で目標売上額を達成。2013年度は前年度比116.4%と大幅に伸び、単年度収支も1億7753万1000円の黒字となり、1991年以来22年ぶりに単年度黒字を計上した。
平成17年度以降の年度別売得金額
| 年度                  | 開催日数 | 増減 | 売得金額          | 前年度比（％） |
| --------------------- | -------- | ---- | ----------------- | -------------- |
| 2005（平成17）        | 87       | 3    | 114億2169万5500円 | 101.5          |
| 2006（平成18）        | 85       | -2   | 118億124万7900円  | 103.3          |
| 2007（平成19）        | 83       | -2   | 118億7803万8400円 | 100.7          |
| 2008（平成20）        | 82       | -1   | 113億4015万8200円 | 95.5           |
| 2009（平成21）        | 81       | -1   | 114億9270万8600円 | 101.3          |
| 2010（平成22）        | 80       | -1   | 112億4161万3700円 | 97.8           |
| 2011（平成23）        | 80       | 0    | 114億7311万3700円 | 102.1          |
| 2012（平成24）        | 80       | 0    | 119億1820万8800円 | 103.9          |
| 2013（平成25）        | 79       | -1   | 138億7574万3800円 | 116.4          |
| 2014（平成26）        | 80       | 1    | 155億4258万8580円 | 112.0          |
| 2015（平成27）        | 80       | 0    | 167億4105万7640円 | 107.7          |
| 2016（平成28）        | 80       | 0    | 202億1384万7700円 | 120.7          |
| 2017（平成29）        | 80       | 0    | 244億6162万3640円 | 121.0          |
| 2018（平成30）        | 76       | -4   | 250億2501万460円  | 107.7          |
| 2019 （平成31/令和1） | 80       | 4    | 329億9935万2360円 | 125.3          |
| 2020（令和2）         | 82       | 2    | 520億4480万6060円 | 157.7          |
| 2021（令和3）         | 82       | 0    | 522億9969万2470円 | 100.4          |

## 能力検査
デビュー前の2歳新馬や、中央競馬など他の競馬場から転入してきた馬には「能力検査（能検・専門紙では能試とも呼ばれる）」が義務付けられ、これに合格しなければレースには出走できない。これは地方競馬でのみ行われているものであり、JRAにはない制度である。
能力検査の模様は公式HPで成績表及び動画が見られる他、2歳新馬の能力検査の模様はフレッシュチャレンジのレース前にも放映される。また門別競馬場でも、一部の能力検査を一般のファンに公開している。

## 過去の主な活躍馬
クラキンコ
2009年から2013年まで活躍。3歳時に北斗盃・北海優駿・王冠賞をすべて勝ち、牝馬では初の三冠馬となる。父クラキングオー・母クラシャトルも北海優駿の優勝馬であるほか、全弟クラグオーはステイヤーズカップの優勝馬、母の母クラネバダンサーは道営競馬で12勝しており、ホッカイドウ競馬に縁の深い血統でもある。
コスモバルク
2003年から2009年まで活躍。ホッカイドウ競馬所属のまま、中央競馬三冠競走にすべて出走。海外遠征も行い、2006年にはシンガポール航空インターナショナルカップで、地方競馬所属馬として初めて国際G1競走で優勝。認定厩舎制度の第1号適用馬でもあり、引退後は馬名を冠した重賞「コスモバルク記念」も創設された。
主な成績：シンガポール航空インターナショナルカップ（シンガポールG1）優勝、弥生賞（JRAGII）優勝、セントライト記念（JRAGII）優勝、北海優駿（H1）優勝、皐月賞（JRAGI）2着、ジャパンカップ（GI）2着
オースミダイナー
1994年から2001年まで活躍。10歳を超えてから開花し、国内最高齢（13歳）での重賞制覇（2001年・エトワール賞）、（旧馬齢表記）10歳-13歳で瑞穂賞4連覇（1997年-2000年）などの記録を残した。北海道スプリントカップでも（旧馬齢表記）13歳時に優勝し、ダートグレード競走における最高齢優勝記録を樹立。
ササノコバン
1992年から1996年まで活躍。道営記念と瑞穂賞をともに2連覇するなど、5年間で33戦14勝。第6回ブリーダーズゴールドカップにも出走し、優勝したカリブソングから3/4馬身差の2着と好走した。
コトノアサブキ
1980年から1982年まで活躍。転入初戦の大平原賞（1984年で廃止）において当時のダート1800mにおける日本レコード（1分49秒7）を馬なりで出すなど、道営競馬に在籍した3年間で18戦16勝（うち重賞12勝）。いまなお「道営史上最強馬」と称する者もいる。
シバフイルドー
1977年から1984年まで活躍。（旧馬齢表記）5歳から10歳までクイーンカップ（1996年で廃止。ノースクイーンカップの前身）を6連覇し、現在も同一重賞における最多連続優勝の日本記録（世界タイ記録）として残っているほか、道営競馬史上初めて通算収得賞金が1億円を超えた。
ミスダイリン（アングロアラブ）
1973年から1976年まで活躍。センジュスガタ記念（1986年より「はまなす賞」に改称、1994年で廃止）とアラブ王冠（2003年で廃止）をともに2連覇するなど、4年間で41戦26勝。南関東へも遠征し、全日本アラブ大賞典（大井、1976年）で優勝したほか、道営の冬季休催期間に一時移籍していた船橋でブルーバードカップも優勝している。繁殖牝馬としては、南関東アラブ二冠（アラブダービー、アラブ王冠賞）馬カネヤマカザンや、帝冠賞や北海盃などに優勝し種牡馬となったダイリンザンを輩出した。また、最後のアラブ系限定競走を勝利したザラストアラビアンの曾祖母でもある。

## 勝馬投票券

### 賭式
従来、他地区の広域場外発売時はホッカイドウ競馬が発売しない賭式を発売していなかったが、2012年2月20日以降の発売から発売主体に準じてすべての賭式を発売する。これに伴い、マークカードも改められた。導入開始時期は発売所により多少異なる。
また、2012年10月3日（当初予定から1日延期）から日本中央競馬会（JRA）が運営するインターネット投票（IPAT）において地方競馬の勝馬投票券を発売開始するのにあわせ、10月2日よりホッカイドウ競馬でもワイドの発売が開始された。
2014年8月19日より、インターネット投票サービス「SPAT4」限定で「トリプル馬単（3重勝馬番号二連勝単式）」を発売開始。
○…発売 △…他地区場外発売のみ ★…インターネット投票のみ（2014年8月19日より）
| 単勝 | 複勝 | 枠番連複 | 枠番連単 | 馬番連複 | 馬番連単 | ワイド | 3連複 | 3連単 | 3重勝馬番連単 |
| ---- | ---- | -------- | -------- | -------- | -------- | ------ | ----- | ----- | ------------- |
| ○    | ○    | ○        | △        | ○        | ○        | ○      | ○     | ○     | ★             |

### 在宅投票
2012年10月3日より、以下の在宅投票に対応。
全日程発売
- 楽天競馬
- SPAT4（スパット・フォー）

一部日程を発売
- オッズパーク（旧D-net方式のみ）※ダートグレード競走のみ発売
- 日本中央競馬会「地方競馬IPAT」

### 払戻について
- 競馬場や各場外発売所での払戻業務は原則として開催日のみ行っているが、郵送での払戻も受け付けている。これは遠隔地や閉幕後など、次開催までに払戻有効期間を過ぎてしまう場合があるための措置。払戻金は指定した口座への振込となるが、振込などに伴う手数料は払戻金から差し引かれる[118]。
  - 従来は北海道競馬事務所が受付先になっていたが、2009年3月27日以降は北海道軽種馬振興公社に変更された。これに伴い、投票券の送付先住所も変更された。
- 以前は北海道競馬事務所に払戻専用窓口が設けられていたが、2009年1月20日をもって閉鎖した。

## 予想専門紙
以下の専門紙が販売されている。
- 競馬ブック（ホッカイドウ競馬版） 500円

2014年6月24日より、ローソンに設置されているマルチコピー機において競馬ブックのネット新聞が有料でプリントアウトできるようになった。2015年2月17日からはファミリーマートやサークルK、サンクスでもサービスを開始した。会員登録も必要無く、全国で利用可能。

### 過去に存在した専門紙
- 1馬（現・優馬、ホッカイドウ競馬版）
- ホースニュース・馬（ホッカイドウ競馬版）
- 競馬研報社（唯一のガリ版刷り）

### スポーツ新聞などでの出走表掲載
道内で発行しているスポーツ新聞では、主に後半5 - 6レースが馬柱で掲載されており、概ねばんえい競馬よりも大きく扱われている。また一般紙の「北海道新聞」には、メインレースのみ簡易出走表と予想印を掲載している。北海道新聞掲載の予想印は道新スポーツの「本紙」の予想印と同じである。北海道新聞には前日の開催成績と売上金額も掲載される。
東京都内で発行のスポーツ報知や日刊スポーツでも、概ね後半2-3レースが馬柱で掲載されている。相互発売が多いため、同じ平日開催の名古屋競馬や園田競馬よりも扱いが非常に大きい。

## 場外発売所

### ホッカイドウ競馬が運営する場外発売所
ホッカイドウ競馬の全競走を発売するほか、一部を除き南関東地区を中心とした道外の地方競馬を広域場外発売する。なお、開催中の競馬場は本場となる。
ばんえい競馬の場外発売も実施する。ただし一部開催日・発売所において取り扱いがない場合もあるため、ばんえい競馬ならびにホッカイドウ競馬の公式サイトを参照のこと。
2001年より「Aiba」の愛称で、小さい面積で運営できる場外発売所を道内各地に展開。地方都市中心部の空き店舗などを有効活用し、数台の発売機と2台ほどの払戻機にモニターを設置し、従来の場外発売所に比べ低コストで運営ができる施設として予想以上の収益を上げた。
2013年3月23日より（Aiba浦河のみ8月10日より）門別競馬場と各場外発売所で日本中央競馬会（JRA）の場外発売を開始し、「J-PLACE」の呼称も併用している。ただし2018年9月26日に再開業したAiba札幌駅前では、その時点ではJ-PLACEの取り扱いがなく、その後に2019年9月28日の競走から取り扱いを開始する予定と発表された（2015年3月31日まで営業していた旧施設では取り扱いはあった）。
以下、いずれも北海道内に所在。
- 門別競馬場 - 沙流郡日高町富川駒丘76-1
- Aiba旭川 - 旭川市豊岡3条2丁目2-19 アモールショッピングセンター2F ※2018年3月28日開設
- Aiba石狩 - 石狩市新港南2丁目729-3 サテライト石狩1F ※2008年12月9日場外発売開始[126]
- Aiba江別（2代目） - 江別市東野幌町1-16 ※2021年8月30日移転開設[127]
- Aiba小樽 - 小樽市築港11-2 ウイングベイ小樽（旧マイカル小樽）5番街3階
- Aiba滝川（3代目） - 滝川市栄町3丁目12 ※2023年9月29日開設[128]
- Aiba苫小牧（2代目） - 苫小牧市木場町1丁目6-1 MEGAドン・キホーテ苫小牧店3階
- Aiba中標津 - 標津郡中標津町東31条南1丁目5番地
- Aiba函館港町 - 函館市港町3丁目17
- Aiba札幌中央 - 札幌市中央区南6条西1丁目1-1 サテライト札幌2F ※2009年6月9日場外発売開始[129]
- Aiba登別室蘭 - 登別市若草町4丁目23
- Aiba静内（2代目） - 日高郡新ひだか町静内木場町2丁目1番30号 ※2013年3月18日移転開設
- Aiba浦河（2代目） - 浦河郡浦河町大通3丁目 ※2013年8月9日移転開設[130]
- Aibaくしろ - 釧路郡釧路町桂木3丁目 ※2010年4月6日開設[131]
- Aiba札幌駅前（2代目） - 札幌市中央区北4条西2丁目1 キタコートレードビルB1F - B3F ※2018年9月26日開設[132]
- Aiba千歳（2代目）- 千歳市東郊1丁目7-1 ※2023年3月3日開設[133]

廃止・撤退した発売所
- 函館競馬場：スタンドの改築工事に伴い[要出典]、2008年のシーズン中に場外発売を終了[134]。
- Aiba留萌：2004年10月19日開設[135]、2008年12月29日閉鎖[136]。
- ウインズ室蘭（JRAの場外発売所）：2008年度をもって場外発売を終了[137]。
  - その後の2009年8月18日に[138][139]、登別市に「Aiba登別室蘭」を開設している。
  - なお、ウインズ室蘭自体も2013年5月26日をもって発売業務を終了、同年7月25日をもって払戻業務も終了し営業を終了した[140]。
- ウインズ釧路（JRAの場外発売所）：2008年をもって場外発売を終了[141]。
- 札幌競馬場：2009年の最終開催日（11月19日）の発売をもって場外発売を終了[142]。
- ハロンズ釧路（ばんえい競馬の場外発売所）：2009年度のみ場外発売を実施。
  - その後の2010年4月6日に、釧路郡釧路町に「Aibaくしろ」を開設した。
- 帯広競馬場：2012年3月までにホッカイドウ競馬直営による場外発売を終了[143]。
  - ただしそれ以後も、ばんえい競馬運営によるホッカイドウ競馬の馬券の発売そのものは行われている。
  - これとは逆に、ばんえい競馬と共同利用していたAiba苫小牧はホッカイドウ競馬運営の場外発売に一本化された。
- Aiba静内（初代）：2001年9月開設、2012年11月15日閉鎖。
- Aiba琴似：2009年9月15日開設、2012年11月21日閉鎖。
  - その後はばんえい競馬が施設を引き継ぎ、ばんえい競馬の直営場外発売所「琴似駅前場外発売所」として11月29日より再オープンした。なお、再オープン後はホッカイドウ競馬の場外発売を行っていない。
- Aiba浦河（初代） - 浦河郡浦河町大通3丁目（ショッピングセンターMio2階）、2003年4月開設[130]、2013年7月25日閉鎖[144]。
- Aiba苫小牧（初代）：2002年7月13日開設、2014年3月14日閉鎖。
- Aiba滝川（初代）：2003年4月29日開設、2015年3月31日閉鎖。
- Aiba札幌駅前（初代）：2004年12月14日開設[120]、2015年3月31日閉鎖[145]。
  - 2代目のAiba札幌駅前は前述の通り、約3年半後の2018年9月26日に開設している。
- 旭川レーシングセンター：2018年3月18日閉鎖
  - その後の同年3月28日に「Aiba旭川」を開設した。
- Aiba江別（初代）：江別市野幌町68番地、2021年8月15日閉鎖[146]。
- Aiba千歳（初代） - 千歳市幸町3丁目3-2 ※2005年7月6日開設[147]、2023年2月19日閉鎖[133]。
- 岩見沢場外発売所 （ハロンズ岩見沢(初代)） - 岩見沢市6条西2丁目、1988年6月開設[148]、2023年3月30日閉鎖[149]。
  - 1階のばんえい競馬の発売所は引き続き営業するため、同所でホッカイドウ競馬の馬券発売を開始するとともに、J-PLACEもホッカイドウ競馬のみが受託していたものをばんえい競馬が引き継ぐ。
  - その後、ばんえい競馬も2024年9月16日をもって同施設の使用を終了した（同年10月4日より同市内で移転開業）。
- Aiba滝川（2代目） - 滝川市西町5丁目1番1号 ※2015年4月20日移転開設、2023年9月18日営業終了[128]。

### その他
北海道内
以下のばんえい競馬が運営する場外発売所では、ホッカイドウ競馬を場外発売している。
- 帯広競馬場 - 帯広市西13条南9丁目
  - 2012年までは、ホッカイドウ競馬運営での場外発売も実施されていた（前述）。
- ハロンズ名寄 - 名寄市西1条南8丁目
- ミントスポット北見 - 北見市小泉408-1
- アプスポット網走 - 網走市南4条東1丁目1-3 APTマツブンビル1階
- ハロンズ岩見沢（2代目） - 岩見沢市南町8条3丁目152-1 ※2024年10月4日に旧施設より移転開業
  - 旧施設当時の2023年までは、ホッカイドウ競馬運営での場外発売も実施されていた（前述）。

北海道外
以下の発売所で、ホッカイドウ競馬の場外発売を行っている。発売日程・発売対象競走は、ホッカイドウ競馬の公式サイトで随時発表されているためそちらを参照のこと。
南関東公営競馬の発売所
- 大井競馬場
  - かつては大井競馬場内に「ふるさとコーナー[150]」と称した、他地区（ホッカイドウ競馬・ばんえい競馬・名古屋競馬）の地方競馬を発売する施設が設けられていたものの、新型コロナウイルス流行の影響で営業休止、2023年9月30日をもって営業も終了した[151]。
    - ふるさとコーナーでの営業当時は、発売は大井競馬開催日（南関東他場の場外発売日も含む。以下同じ）のみ、大井競馬発売開始時刻（ナイター開催日は12時）の20分後以降に発走する競走から、最終競走まで発売していた。なお、大井競馬最終競走の発走時に発売中の競走がある場合は、大井競馬最終競走の発売締切時にすべての発売を終了するため、以降に発走するホッカイドウ競馬の競走は前売発売のみ取り扱うとしていた。また払戻は開場時刻から大井競馬の最終競走発売締切時刻まで、ふるさとコーナーで取り扱うとしていた。
- 川崎競馬場
- 船橋競馬場
- 浦和競馬場

その他、下記の発売所でも定期的に発売を行っている。
- BAOO高崎
- BAOO鳥取岩美
- BAOO三刀屋
- BAOO宇部
- BAOO博多
- BAOO荒尾
- BAOO天文館
- 名古屋競馬場
- サンアール磯部
- サンアール大須
- サンアール一宮
- サンアール名古屋（旧名古屋競馬場）
- 中京競馬場

上記以外の発売所でも、広域場外発売を実施する場合がある。詳細は主催者発表などを確認のこと。

## レース実況放送
2014年度は下記の事業者が中継放送を実施する他、公式サイトやUstreamでもレース実況を同時配信している。2016年度より場内映像がハイビジョン化された。

### スカパー!
2014年度はスカパー!プレミアムサービスにて、以下の通り放送。
- 地方競馬ナイン（701ch・702ch・703ch、540円/月）[153]
  - スマートフォンやタブレット端末では、無料アプリ「ivy」をダウンロードすることにより無料で「地方競馬ナイン」を視聴可能
- グリーンチャンネル地方競馬中継（一部の重賞競走のみ）※BSデジタル放送でも視聴可能

### インターネット
- ニコニコ生放送[154]
- この他、地方競馬情報サイト、地方競馬の投票サイト等でも視聴可能である。

### 内容
実況・進行
- 太田裕士
- 大滝翔
- 坂田博昭
- 伊藤政昭
- 西田茂弘
- 古川浩
- 岸根正朋
- 山本直也
- 舩山陽司
- 島田祐希[155]
- 清水久嗣
- 三宅秀一郎[156]
- 加奈山翔[157]
- 小屋敷彰吾[158]
- 小木曽なつ美（競馬キャスター）※パドック進行のみ担当
- 石川晴恵（フリーアナウンサー）※パドック進行のみ担当[159]
- 青山千景（フリーアナウンサー）※パドック進行のみ担当[159]
- 藤原美佳（フリーアナウンサー）※パドック進行のみ担当[156]
- 星野めぐみ（フリーアナウンサー）※パドック進行のみ担当[158]

※都合により、上記以外のアナウンサーが担当する場合がある。
解説
- 高倉克巳（競馬ブック）
- 板垣祐介　(競馬ブック)
- 古谷剛彦（楽天競馬スペシャルアドバイザー）

内容
- レース実況・オッズ放映やパドック解説を中心に、解説者の予想やレース直後の回顧なども紹介する。
- 馬産地の関係者などをゲストに招いて、パドック特別解説やトークコーナーも盛り込む場合がある。
- 本場・各場外でも同時放映している。

## ホッカイドウ競馬を扱うラジオ番組
道内のラジオ局では、ワイド情報番組内でホッカイドウ競馬に関するコーナーを設けている。
- AIR-G'「Be My Radio」（毎週火曜日・15:25-15:30頃）
  - 2022年は4月5日から「トライ!!ホッカイドウ競馬」を放送。
- STVラジオ「まるごと!エンタメ〜ション」（毎週火曜日・14:20-14:25頃）
  - 2022年は4月5日から「走れ!ホッカイドウ競馬」を放送。

上記のほか、開幕直前には道内各局のテレビ・ラジオ番組でホッカイドウ競馬が取り上げられることもある。

## ホッカイドウ競馬オフィシャル応援ソング
北海道ローカル番組「ブギウギ専務」で人気の上杉周大や、同じく上杉周大がヴォーカルを務める札幌出身ソウルバンド「THE TON-UP MOTORS」が担当している。
- 2015年 THE TON-UP MOTORS「青い季節」
- 2016年 THE TON-UP MOTORS「青い季節」
- 2017年 上杉周大「That's My Way」
- 2018年 上杉周大「明日よりも速く」
- 2019年 上杉周大「燃える流星」
- 2020年 上杉周大「スタートライン」
- 2021年 上杉周大「ストーリー」
- 2022年 上杉周大「参ろう」
- 2023年 上杉周大「最前列」
- 2024年 上杉周大「ホラキラキラ」